# Villasavary
Villasavary é uma comuna francesa na região administrativa de Occitânia, no departamento de Aude. Estende-se por uma área de 33,08 km². Em 2010 a comuna tinha 1 249 habitantes (densidade: 37,8 hab./km²).